# Ричардс, Теодор Уильям
Теодор Уильям Ри́чардс (англ. Theodore William Richards; 31 января 1868, Джермантаун — 2 апреля 1928, Кембридж) — американский химик, первый американец, удостоенный Нобелевской премии по химии в 1914 году «за точное определение атомных масс большого числа химических элементов».
Член Национальной академии наук США (1899), иностранный член Лондонского королевского общества (1919).

## Биография
Теодор Ричардс родился в Джермантауне, штат Пенсильвания, в семье квакеров. Он был четвёртым из шести детей в семье преуспевающего художника-мариниста Уильяма Торста Ричардса и поэтессы Анны (Метлак) Ричардс. Мать Ричардса, недовольная качеством общественного образования, занималась с сыном дома. Летние месяцы он проводили в своём доме в Ньюпорте, на Род-Айленде, где их соседом был профессор химии Гарвардского университета Джосайя Кук, который пробудил в мальчике интерес к науке, показав ему в телескоп планету Сатурн.
Ричардс поступил сразу на второй курс Хаверфордского колледжа в возрасте 14 лет, он превосходил других учеников в знании химии и астрономии. В 1885 году Теодор лучше всех из класса окончил колледж и получил степень бакалавра наук по химии. Переехав той же осенью в Гарвард, чтобы заниматься у Кука, он в 1886 году блестяще окончил университет по курсу химии. Начал преподавать химию в Гарвардском университете в 1891 году, стал там же профессором в 1901 году.
Изобретения Ричардса позволили значительно улучшить определение атомных масс различных химических элементов, а сравнение атомных масс свинца, полученного из разных источников, помогли подтвердить существование изотопов.

## Награды и признание
- 1910 — Медаль Дэви
- 1911 — Фарадеевская лекция
- 1912 — Премия Уилларда Гиббса
- 1914 — Нобелевская премия по химии
- 1916 — Медаль Франклина
- 1922 — Медаль Лавуазье[нем.]

## Память
В 1976 году Международный астрономический союз присвоил имя Теодора Ричардса кратеру на обратной стороне Луны.